# Loutchegorsk
Loutchegorsk (en russe : Лучегорск) est une commune urbaine et centre administratif du raïon de Pojarskoïe dans le kraï du Primorié, en Extrême-Orient russe. Sa population s'élevait à 17 089 habitants en 2023. De ce fait, elle est la plus grande localité d'Extrême-Orient russe n'ayant pas le statut de ville.

## Géographie
La commune urbaine de Loutchegorsk se trouve dans le kraï du Primorié, kraï du sud de l'Extrême-Orient en Russie asiatique. Faisant partie du district fédéral extrême-oriental, il se trouve à 415 km au nord-est de Vladivostok, la capitale du district et du kraï. Elle fait partie du raïon de Pojarskoïe, dans le nord du kraï, et elle en est le chef-lieu.
Concernant la géographie, Loutchegorsk se trouve au Primorié, une région géographique allant de la rive sud de l'Amour au golfe de Pierre-le-Grand (région faisant partie par ailleurs de la Mandchourie-Extérieure, russe depuis 1860). Loutchegorsk, comme toute le kraï, est situé dans le fuseau horaire MSK+7 (heure de Vladivostok). Le décalage horaire appliqué par rapport au temps universel coordonné est +10:00.

## Histoire
La commune urbaine a été fondée le 26 janvier 1966.